# Wierzynkowie
Wierzynkowie – krakowski ród kupiecki w XIV i XV w., najczęściej wiązany z ucztą u Wierzynka w 1364 r.
Wierzynkowie pochodzili najprawdopodobniej z Niemiec. Pierwszym ich przedstawicielem w Krakowie był zapewne Mikołaj Wierzynek (starszy) (zm. ok. 1360), rajca krakowski, wójt Wieliczki, dyplomata w służbie Kazimierza Wielkiego. Jego syn, Mikołaj Wierzynek (młodszy) (zm. ok. 1368), kontynuował działalność ojca – był również rajcą krakowskim, prowadził szeroką działalność kupiecką i kredytową, według Długosza zorganizował ucztę dla monarchów, których gościł król Kazimierz Wielki.
Książę Konrad II oleśnicki 30 kwietnia 1402 w Prudniku wystawił przywileje dla braci Wierzynek. Wnukiem Mikołaja Wierzynka młodszego był Andrzej Wierzynek (zm. 1406), rajca krakowski, który został oskarżony o defraudację funduszy miejskich, a następnie ścięty. Jego syn Mikołaj Wierzynek wzniósł w miejscu pochówku ojca kościół św. Gertrudy.
Nazwę „Wierzynek” nosi reprezentacyjna restauracja znajdująca się przy Rynku Głównym w Krakowie, założona w 1945 r.

## Literatura
- Stanisław Kutrzeba: Historya rodziny Wierzynków. T. II. Rocznik Krakowski, 1899, s. 29–88. [dostęp 2025-05-03].
- Jerzy Wyrozumski: Dzieje Krakowa. T. I: Kraków do schyłku wieków średnich. Kraków: 1992. Brak numerów stron w książce
- Encyklopedia Krakowa. Warszawa – Kraków: 2000, s. 1045.